# Bodor Péter

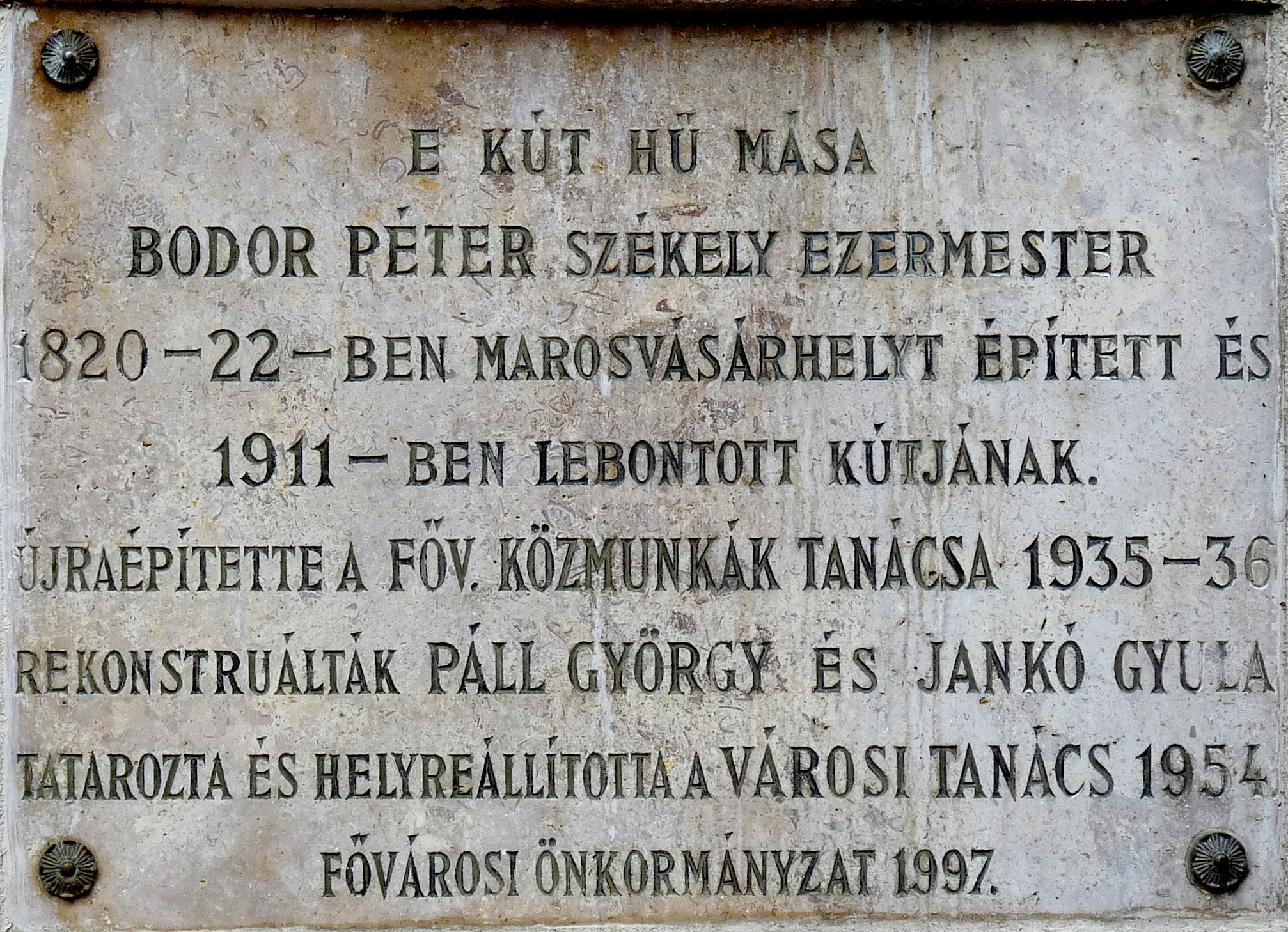
Emléktábla a Margit-szigeten

Bodor Péter (Erdőszentgyörgy, 1788. június 22. – Kolozsvár, 1849. augusztus 6.) székely ezermester, mechanikus. Ő építette a ma Budapesten másolatban látható marosvásárhelyi zenélő kutat.

## Élete és alkotásai
Anyja Koronka Lídia, apja – a hivatalos iratok szerint – a lécfalvi Bodor József, de a korabeli pletyka szerint a Zeyk család sarja volt.
Középiskolai tanulmányait a marosvásárhelyi református kollégiumban végezte, ahol kitűnt kiváló rajztehetségével és azzal, hogy egy különleges faliórát szerkesztett. 
Toldalagi József grófnál kertészként dolgozott, majd a főúri Zeyk család támogatásával tíz évig állítólag gépészmérnöknek tanult a bécsi műszaki egyetemen, illetve a kor szokásaihoz híven, inasként járta Európát, és rengeteg gyakorlati ismeretet szerzett az órás és lakatos mesterségben.
1815-ben visszatért Erdélybe. A Jósika család magyarfenesi (ma: románul Vlaha, Kolozs megye) birtokán egy domb ormára gloriettet épített. 
Bethlen Lajos gróf birtokán építészként és műszerészként tevékenykedett, és a kerlési udvarház köré díszkertet alakított ki szélhárfákkal, barlanggal.
Házának udvarán, Marosvásárhelyen 1816-ban a mai vidámparkokhoz hasonlító szórakozóhelyet rendezett be hajó- és körhintával, csúszdával és más, saját kezűleg gyártott, elmés szerkezetekkel.
Városi földmérőként, 1818-ban felépítette a régi marosvásárhelyi Maros-hidat (az úgynevezett Bodor-hidat). Ez a 8 méter széles, 63 méter hosszú híd teljesen fából készült, vasszög nélkül. A híd 1900-ig volt használatban, amikor vasszerkezettel cserélték fel.
Életének legfőbb alkotása az 1816-ban, mások szerint 1820–22 között épített marosvásárhelyi zenélő kút volt.
1819-ben pénzhamisításért halálra ítélték.  A legenda szerint egy Habsburg-ellenes összeesküvés anyagi fedezetét próbálta így előteremteni. A pénznyomó szerkezetet állítólag a küszöb alá rejtette, amelyre ahányszor ráléptek, annyiszor nyomott egy-egy hamis bankót. Elítéltként végzett közhasznú munkájáért a halálos ítéletet hét év fogságra változtatták.
1836-ban tíz év börtönbüntetésre ítélték, minden vagyonát elkobozták, a jegyzőkönyv tanúsága szerint egy „magától menő szekeret” is leltárba vettek, amelyet árverésre bocsátottak, de nem akadt rá vevő. Valószínűleg gőzgépről volt szó, amelyet Bolyai Farkas segítségével épített  meg.
Szabadulása után orgonát épített a kibédi református templomnak (1846–47, 2400 forint fizetség ellenében, amelyet kiegészítettek 50 Ft. jutalommal), később Vámosgálfalván épített orgonát.
Épített templomokat (bicskával szárnyas oltárt faragott, festett freskókat), udvarházakat, szerkesztett gazdasági gépeket.
Ő építette a marosvásárhelyi vártemplom toronylépcsőjét.
Az 1848–49-es forradalom és szabadságharc idején gyutacsgyárat alapított, majd sokcsövű orgonaágyút szerkesztett láncos golyókkal. 1849-ben érte utol a halál, amikor egy új típusú gyutacsot kívánt bemutatni Bem Józsefnek.
A Házsongárdi temetőben nyugszik, jeltelen sírban. Portréját Nemes Irén festette meg 1979-ben.

## Emlékezete
- Budapest XIII. kerületében 1968 óta az ő nevét visel a Bodor utca.